# Полуголая широколобка
Полуголая широколобка (лат. Asprocottus intermedius) — вид лучепёрых рыб подсемейства глубинных широколобок (Abyssocottinae). Эта пресноводная рыба является эндемиком озера Байкал в России. Обитает на глубине 200—800 м.